# Culloden (Nyugat-Virginia)
Culloden statisztikai település az USA Nyugat-Virginia államában, Cabell és Putnam megyében. Lakosainak száma 3016 fő (2020. április 1.).

## Népesség
A település népességének változása:

| 2010 | 3 061 |
| 2020 | 3 016 |